# Kabinet-Schlüter I
Het kabinet–Schlüter I was de regering van het Koninkrijk Denemarken van 10 september 1982 tot 10 september 1987.

## Kabinet–Schlüter I (1982–1987)
| Ambtsbekleder                     | Ambtsbekleder          | Ambtsbekleder                      | Functie                          | Ambtstermijn      | Ambtstermijn      | Partij |
| --------------------------------- | ---------------------- | ---------------------------------- | -------------------------------- | ----------------- | ----------------- | ------ |
|                                   | Poul Schlüter          | Poul Schlüter (1929–2021)          | Premier                          | 10 september 1982 | 25 januari 1993   | DKF    |
|                                   |                        | Britta Schall Holberg (1941–2022)  | Minister van Binnenlandse Zaken  | 10 september 1982 | 12 maart 1986     | VDL    |
|                                   |                        | Knud Enggaard (1929)               | Minister van Binnenlandse Zaken  | 12 maart 1986     | 10 september 1987 | VDL    |
|                                   | Uffe Ellemann-Jensen   | Uffe Ellemann- Jensen (1941–2022)  | Minister van Buitenlandse Zaken  | 10 september 1982 | 25 januari 1993   | VDL    |
|                                   | Henning Christophersen | Henning Christophersen (1939–2016) | Minister van Financiën           | 10 september 1982 | 24 juli 1984      | VDL    |
|                                   | Palle Simonsen         | Palle Simonsen (1933–2014)         | Minister van Financiën           | 24 juli 1984      | 31 oktober 1989   | DKF    |
|                                   |                        | Erik Ninn -Hansen (1922–2014)      | Minister van Justitie            | 10 september 1982 | 10 januari 1989   | DKF    |
|                                   |                        | Anders Ejnar Andersen (1912–2006)  | Minister van Economische Zaken   | 10 september 1982 | 10 september 1987 | VDL    |
|                                   |                        | Ib Stetter (1917–1997)             | Minister van Industrie en Handel | 10 september 1982 | 12 maart 1986     | DKF    |
|                                   |                        | Nils Wilhjelm (1936–2018)          | Minister van Industrie en Handel | 12 maart 1986     | 1 december 1989   | DKF    |
|                                   |                        | Hans Engell (1948)                 | Minister van Defensie            | 10 september 1982 | 10 september 1987 | DKF    |
|                                   | Palle Simonsen         | Palle Simonsen (1933–2014)         | Minister van Sociale Zaken       | 10 september 1982 | 24 juli 1984      | DKF    |
|                                   |                        | Elsebeth Kock- Petersen (1949)     | Minister van Sociale Zaken       | 24 juli 1984      | 12 maart 1986     | VDL    |
|                                   |                        | Mimi Jakobsen (1948)               | Minister van Sociale Zaken       | 12 maart 1986     | 4 juni 1988       | CD     |
|                                   |                        | Grethe Fenger Møller (1941)        | Minister van Arbeid              | 10 september 1982 | 12 maart 1986     | DKF    |
|                                   | Henning Dyremose       | Henning Dyremose (1945)            | Minister van Arbeid              | 12 maart 1986     | 31 oktober 1989   | DKF    |
|                                   | Bertel Haarder         | Bertel Haarder (1944)              | Minister van Onderwijs           | 10 september 1982 | 25 januari 1993   | VDL    |
|                                   |                        | Arne Melchior (1924)               | Minister van Transport           | 10 september 1982 | 14 augustus 1986  | CD     |
|                                   |                        | Frode Nør Christensen (1948)       | Minister van Transport           | 14 augustus 1986  | 4 juni 1988       | CD     |
|                                   |                        | Niels Bollmann (1939–1989)         | Minister van Huisvesting         | 10 september 1982 | 12 maart 1986     | CD     |
|                                   | Thor Pedersen          | Thor Pedersen (1945)               | Minister van Huisvesting         | 12 maart 1986     | 10 september 1987 | VDL    |
|                                   | Niels Anker Kofoed     | Niels Anker Kofoed (1929–2018)     | Minister van Landbouw            | 10 september 1982 | 12 maart 1986     | VDL    |
|                                   |                        | Britta Schall Holberg (1941–2022)  | Minister van Landbouw            | 12 maart 1986     | 10 september 1987 | VDL    |
|                                   |                        | Henning Grove (1932–2014)          | Minister van Visserij            | 10 september 1982 | 12 maart 1986     | DKF    |
|                                   |                        | Lars Peter Gammelgaard (1945–1994) | Minister van Visserij            | 12 maart 1986     | 5 oktober 1989    | DKF    |
|                                   |                        | Knud Enggaard (1929)               | Minister van Klimaat en Energie  | 10 september 1982 | 12 maart 1986     | VDL    |
|                                   | Svend Erik Hovmand     | Svend Erik Hovmand (1945)          | Minister van Klimaat en Energie  | 12 maart 1986     | 4 juni 1988       | VDL    |
|                                   |                        | Christian Christensen (1925–1988)  | Minister van Milieu              | 10 september 1982 | 4 juni 1988       | KD     |
| Minister voor Noorse Samenwerking |                        | Christian Christensen (1925–1988)  |                                  | 10 september 1982 | 4 juni 1988       | KD     |
|                                   |                        | Mimi Jakobsen (1948)               | Minister van Cultuur             | 10 september 1982 | 12 maart 1986     | CD     |
|                                   |                        | Hans Peter Clausen (1928–1998)     | Minister van Cultuur             | 12 maart 1986     | 4 juni 1988       | DKF    |
|                                   |                        | Isi Foighel (1927–2017)            | Minister voor Belastingen        | 10 september 1982 | 10 september 1987 | DKF    |
|                                   | Tom Høyem              | Tom Høyem (1941)                   | Minister voor Groenland          | 10 september 1982 | 10 september 1987 | CD     |
|                                   |                        | Elsebeth Kock- Petersen (1949)     | Minister voor Godsdienst         | 10 september 1982 | 24 juli 1984      | VDL    |
|                                   |                        | Mette Madsen (1924–2015)           | Minister voor Godsdienst         | 24 juli 1984      | 4 juni 1988       | VDL    |

Kristensen ·
Hedtoft I ·
Hedtoft II ·
Eriksen ·
Hedtoft III ·
Hansen I ·
Hansen II ·
Kampmann I ·
Kampmann II ·
Krag I ·
Krag II ·
Baunsgaard ·
Krag III ·
Jørgensen I ·
Hartling ·
Jørgensen II ·
Jørgensen III ·
Jørgensen IV ·
Jørgensen V ·
Schlüter I ·
Schlüter II ·
Schlüter III ·
Schlüter IV ·
P.N. Rasmussen I ·
P.N. Rasmussen II ·
P.N. Rasmussen III ·
P.N. Rasmussen IV ·
A.F. Rasmussen I ·
A.F. Rasmussen II ·
A.F. Rasmussen III ·
L.L. Rasmussen I ·
Thorning-Schmidt I ·
Thorning-Schmidt II ·
L.L. Rasmussen II ·
L.L. Rasmussen III ·
Frederiksen I ·
Frederiksen II